# 吉爾·科魯奇
吉爾·科魯奇（英語：Jill Colucci，1949年—），美國女性詞曲作家、主唱。她最初成名是在1988年為電影《現代灰姑娘》演唱了主要配樂。曾為ABC的宣傳活動演唱《Something's Happening》（1987年與比爾·查普林合作的版本以及1989年獨唱版本）和《America's Watching ABC》（只有1990年版本）。並演唱了鮑勃·薩格主持《歡笑一籮筐》的主題曲《The Funny Things You Do》。科魯奇的創作成就甚至延伸到了豐田，她是該汽車製造商1989年《I Love What You Do For Me》活動的原唱，並演唱了短命的NBC電視連續劇《嶄新的生活》（1989年—1990年）的主題曲。第二年，她繼續為ABC唱歌，並為迪士尼頻道的「Celebrate Me Home」促銷活動獻唱。1984 年，她還為Apple II的宣傳影片「Apple II Forever」獻唱。
科魯奇還合寫了四首鄉村音樂熱門歌曲：崔維斯·崔特的《I'm Gonna Be Somebody》和《Anymore》、維諾娜·賈德的《He Would Be Sixteen》、蜜雪兒·萊特的《He Would Be Sixteen》。她還憑藉賈德的歌曲獲得了告示牌年度歌曲獎。1993年，她發行了一張名為《No Regrets》的CD，其中還包括她對這4首歌的版本以及她為其他藝術家創作的其他幾首曲目。
科魯奇在5歲時首次進入音樂界，當時她還和家人一起唱布蘭達·李的專輯。和哥哥一起表演的時候，兩人開始表演，她唱歌，哥哥拉手風琴。7歲時，科魯奇成為《吉恩卡羅爾秀》電視才藝比賽的得獎者。

## 外部連結
- Official website （英文）—官方網站。
- Jill Colucci at Nashville Underground （英文）